# M-cube
M-CUBE（えむ・きゅーぶ）は、イタリアの広告制作プロダクション。

## 略歴
日本メディアのイタリアでの撮影コーディネート会社であるM&M MEDIASERVICESと、イタリアの制作会社Trees Picturesが母体となって2005年3月に創立。
社長のマルゲリータ・サヴァレーゼはイタリア撮影コーディネートの草分け的存在であり、その他イタリア映画界のベテランプロデューサーである大貫真弓、マウリツィオ・サンタレッリ、AD出身の若手プロデューサー、駒谷卓ら4人が中心になり、ヨーロッパ全土をホームグラウンドに活動。
創立メンバーのうちの3名（Margherita, Mayumi & Maurizio)の名前の頭文字がすべてMであったことから、『Mの三乗→Mの立方体→M-CUBE』と名づけられた。
2010年12月、駒谷卓脱退。